# Jens Hundseid
Jens Falentinsen Hundseid (6 tháng 5 năm 1883 - 2 tháng 4 năm 1965) là một chính trị gia Na Uy từ Đảng Nông nghiệp. Ông là thành viên của Quốc hội Na Uy từ năm 1924 đến năm 1940 và Thủ tướng Na Uy từ năm 1932 đến 1933.
Hundseid cảm thấy bị buộc phải tham gia Nasjonal Samling, người đã hỗ trợ Đức Quốc xã vào năm 1940, một sự lựa chọn mà sau này ông gọi là "hèn nhát". Trong cuộc thanh trừng hợp pháp ở Na Uy sau Thế chiến II, ông bị kết án 10 năm tù giam. Năm 1949, ông ta sống lưu vong tại Oslo cho đến khi qua đời vào năm 1965.